# Nummer 1-hits in de Billboard Hot 100 in 1969
Deze hits stonden in 1969 op nummer 1 in de Billboard Hot 100.
| Datum        | Artiest                       | Titel                                    |
| ------------ | ----------------------------- | ---------------------------------------- |
| 4 januari    | Marvin Gaye                   | I heard it through the grapevine         |
| 11 januari   | Marvin Gaye                   | I heard it through the grapevine         |
| 18 januari   | Marvin Gaye                   | I heard it through the grapevine         |
| 25 januari   | Marvin Gaye                   | I heard it through the grapevine         |
| 1 februari   | Tommy James and the Shondells | Crimson and Clover                       |
| 8 februari   | Tommy James and the Shondells | Crimson and clover                       |
| 15 februari  | Sly & the Family Stone        | Everyday people                          |
| 22 februari  | Sly & the Family Stone        | Everyday people                          |
| 1 maart      | Sly & the Family Stone        | Everyday people                          |
| 8 maart      | Sly & the Family Stone        | Everyday people                          |
| 15 maart     | Tommy Roe                     | Dizzy                                    |
| 22 maart     | Tommy Roe                     | Dizzy                                    |
| 29 maart     | Tommy Roe                     | Dizzy                                    |
| 5 april      | Tommy Roe                     | Dizzy                                    |
| 12 april     | The 5th Dimension             | Aquarius / Let the sunshine in           |
| 19 april     | The 5th Dimension             | Aquarius / Let the sunshine in           |
| 26 april     | The 5th Dimension             | Aquarius / Let the sunshine in           |
| 3 mei        | The 5th Dimension             | Aquarius / Let the sunshine in           |
| 10 mei       | The 5th Dimension             | Aquarius / Let the sunshine in           |
| 17 mei       | The 5th Dimension             | Aquarius / Let the sunshine in           |
| 24 mei       | The Beatles & Billy Preston   | Get back                                 |
| 31 mei       | The Beatles & Billy Preston   | Get back                                 |
| 7 juni       | The Beatles & Billy Preston   | Get back                                 |
| 14 juni      | The Beatles & Billy Preston   | Get back                                 |
| 21 juni      | The Beatles & Billy Preston   | Get back                                 |
| 28 juni      | Henry Mancini                 | Love theme from 'Romeo and Juliet'       |
| 5 juli       | Henry Mancini                 | Love theme from 'Romeo and Juliet'       |
| 12 juli      | Zager & Evans                 | In the year 2525 (Exordium and terminus) |
| 19 juli      | Zager & Evans                 | In the year 2525 (Exordium and terminus) |
| 26 juli      | Zager & Evans                 | In the year 2525 (Exordium and terminus) |
| 2 augustus   | Zager & Evans                 | In the year 2525 (Exordium and terminus) |
| 9 augustus   | Zager & Evans                 | In the year 2525 (Exordium and terminus) |
| 16 augustus  | Zager & Evans                 | In the year 2525 (Exordium and terminus) |
| 23 augustus  | The Rolling Stones            | Honky tonk women                         |
| 30 augustus  | The Rolling Stones            | Honky tonk women                         |
| 6 september  | The Rolling Stones            | Honky tonk women                         |
| 13 september | The Rolling Stones            | Honky tonk women                         |
| 20 september | The Archies                   | Sugar, Sugar                             |
| 27 september | The Archies                   | Sugar, sugar                             |
| 4 oktober    | The Archies                   | Sugar, sugar                             |
| 11 oktober   | The Archies                   | Sugar, sugar                             |
| 18 oktober   | The Temptations               | I can't get next to you                  |
| 25 oktober   | The Temptations               | I can't get next to you                  |
| 1 november   | Elvis Presley                 | Suspicious minds                         |
| 8 november   | The 5th Dimension             | Wedding bell blues                       |
| 15 november  | The 5th Dimension             | Wedding bell blues                       |
| 22 november  | The 5th Dimension             | Wedding bell blues                       |
| 29 november  | The Beatles                   | Come together                            |
| 6 december   | Steam                         | Na na hey hey kiss him goodbye           |
| 13 december  | Steam                         | Na na hey hey kiss him goodbye           |
| 20 december  | Peter, Paul & Mary            | Leaving on a jet plane                   |
| 27 december  | Diana Ross & the Supremes     | Someday we'll be together                |

1940 ·
1941 · 
1942 ·
1943 ·
1944 ·
1945 ·
1946 ·
1947 ·
1948 ·
1949 ·
1950 ·
1951 ·
1952 ·
1953 ·
1954 ·
1955 ·
1956 ·
1957 ·
1958 ·
1959 ·
1960 ·
1961 ·
1962 ·
1963 ·
1964 ·
1965 ·
1966 ·
1967 ·
1968 ·
1969 ·
1970 ·
1971 ·
1972 ·
1973 ·
1974 ·
1975 ·
1976 ·
1977 ·
1978 ·
1979 ·
1980 ·
1981 ·
1982 ·
1983 ·
1984 ·
1985 ·
1986 ·
1987 ·
1988 ·
1989 ·
1990 ·
1991 ·
1992 ·
1993 ·
1994 ·
1995 ·
1996 ·
1997 ·
1998 ·
1999 ·
2000 ·
2001 ·
2002 ·
2003 ·
2004 ·
2005 ·
2006 ·
2007 ·
2008 ·
2009 ·
2010 ·
2011 ·
2012 ·
2013 ·
2014 ·
2015 ·
2016 ·
2017 ·
2018 ·
2019 ·
2020 ·
2021 ·
2022 ·
2023
- Nederland (Top 40)
- Nederland (Single Top 100)
- Duitsland
- Verenigd Koninkrijk
- Verenigde Staten (Hot 100)